# Epholcis gracilis
Epholcis gracilis är en skalbaggsart som beskrevs av Waterhouse 1875. Epholcis gracilis ingår i släktet Epholcis och familjen Melolonthidae. Inga underarter finns listade i Catalogue of Life.